# Liste der Baudenkmäler in Kranzberg
Auf dieser Seite sind die Baudenkmäler in der oberbayerischen Gemeinde Kranzberg zusammengestellt. Diese Tabelle ist eine Teilliste der Liste der Baudenkmäler in Bayern. Grundlage ist die Bayerische Denkmalliste, die auf Basis des Bayerischen Denkmalschutzgesetzes vom 1. Oktober 1973 erstmals erstellt wurde und seither durch das Bayerische Landesamt für Denkmalpflege geführt wird. Die folgenden Angaben ersetzen nicht die rechtsverbindliche Auskunft der Denkmalschutzbehörde.

## Baudenkmäler nach Ortsteilen

### Kranzberg
| Lage                              | Objekt                               | Beschreibung | Akten-Nr.     | Bild                 |
| --------------------------------- | ------------------------------------ | --- | ------------- | -------------------- |
| Flurstraße 41 (Standort)          | Wasserkraftwerk Kranzberg            | Als Werk II der Amperwerke Elektricitäts-AG (später Isar-Amper-Werke AG) 1906–1910 errichtet, wohl nach Planung von Ingenieur Rudolf Menckhoff (Direktor der Gesellschaft für elektrische Unternehmungen (Gesfürel) in Berlin); Betriebsgebäude mit Schaltwarte und Werkswohnung, dreigeschossiger Walmdachbau mit zweigeschossigem Flachdach-Vorbau; quer angeschlossen das Maschinenhaus über dem Werkskanal, durch hohe Rechteckfenster belichteter Hallenbau in Stahlbeton-Bauweise mit Mezzanin und abgewalmtem Dach; mit Ausstattung | D-1-78-137-35 | weitere Bilder       |
| Kirchbergstraße 7 (Standort)      | Ehemaliges Forsthaus                 | Zweigeschossig mit Walmdach, im Kern wohl 2. Hälfte 17. Jahrhundert, Dach 19. Jahrhundert | D-1-78-137-2  | Ehemaliges Forsthaus |
| Kirchbergstraße 10 (Standort)     | Katholische Pfarrkirche St. Quirinus | Barocker Saalbau mit zwei halbrunden Kapellen am Langhaus, eingezogener Apsis und angefügter Sakristei, Fassade mit Pilastergliederung und Segmentbogengiebel, von Georg Hieber 1713–1716 errichtet, Chorflankenturm 1591; mit Ausstattung Friedhofsummauerung | D-1-78-137-1  | weitere Bilder       |
| Nähe Untere Dorfstraße (Standort) | Bildstock                            | Heiliger Johannes von Nepomuk, bezeichnet mit 1927 | D-1-78-137-4  | weitere Bilder       |
| Obere Dorfstraße 13 (Standort)    | Ehemaliges Pfleg- und Landgericht    | Zweigeschossiger schlossartiger Satteldachbau mit zwei Eckerkertürmen, Zahnschnittfries und Blendbogengliederungen, im Kern um 1600, gotisierender Umbau 1860 | D-1-78-137-3  | weitere Bilder       |

### Ampertshausen
| Lage                                                   | Objekt                                                                     | Beschreibung | Akten-Nr.     | Bild           |
| ------------------------------------------------------ | -------------------------------------------------------------------------- | --- | ------------- | -------------- |
| Distrikt IV Oberer Forst, Abt.3 Heiligkreuz (Standort) | Denkmal (sogenanntes Heiligkreuz)                                          | Bildstockartige Säule zur Erinnerung an die Auffindung des wundertätigen Kreuzes, 1842 | D-1-78-137-31 | weitere Bilder |
| Oberberghausen 6 (Standort)                            | Katholische Filialkirche St. Clemens des abgegangenen Ortes Oberberghausen | Im Kern romanischer Saalbau mit eingezogenem geradem Chorabschluss, angefügter Sakristei und westlichem Giebelturm, barockisiert 1618; mit Ausstattung Friedhofsanlage mit 28 schmiedeeisernen Grabkreuzen des 18. und 19. Jahrhunderts Friedhofsmauer | D-1-78-137-8  | weitere Bilder |
| Weiden (Standort)                                      | Ehemaliges Waldhüterhäuschen                                               | Erdgeschossiges Kleinhaus mit Satteldach auf dem Gebiet des 1883 durch Aufforstung abgegangenen Ortes Oberberghausen, um 1905 | D-1-78-137-33 | weitere Bilder |

### Bernstorf
| Lage                   | Objekt                    | Beschreibung                                                                                 | Akten-Nr.     | Bild           |
| ---------------------- | ------------------------- | -------------------------------------------------------------------------------------------- | ------------- | -------------- |
| Bernstorf 1 (Standort) | Kapelle von Gut Bernstorf | Kleiner Putzbau mit eingezogener Apsis und Dachreiter, noch 18. Jahrhundert; mit Ausstattung | D-1-78-137-10 | weitere Bilder |

### Dorfacker
| Lage                    | Objekt  | Beschreibung                                                                                                | Akten-Nr.     | Bild           |
| ----------------------- | ------- | --- | ------------- | -------------- |
| In Dorfacker (Standort) | Kapelle | Kleiner Putzbau mit leicht eingezogener Apsis und Giebelreiter, 18./Anfang 19. Jahrhundert; mit Ausstattung | D-1-78-137-11 | weitere Bilder |

### Eberspoint
| Lage                    | Objekt  | Beschreibung | Akten-Nr.     | Bild           |
| ----------------------- | ------- | --- | ------------- | -------------- |
| Eberspoint 9 (Standort) | Kapelle | Kleiner neugotischer Saalbau mit leicht eingezogenem polygonalem Chor und Dachreiter, Ende 19. Jahrhundert; mit Ausstattung | D-1-78-137-12 | weitere Bilder |

### Gremertshausen
| Lage                         | Objekt                               | Beschreibung | Akten-Nr.     | Bild                    |
| ---------------------------- | ------------------------------------ | --- | ------------- | ----------------------- |
| Gremertshausen 38 (Standort) | Wegweiser aus Gusseisen              | Ende 19. Jahrhundert | D-1-78-137-17 | Wegweiser aus Gusseisen |
| Gremertshausen 51 (Standort) | Ehemaliges Bauernhaus                | Erdgeschossiges Wohnstallhaus mit Greddach, 2. Viertel 19. Jahrhundert                                                                                                 | D-1-78-137-15 | BW                      |
| Gremertshausen 54 (Standort) | Katholische Pfarrkirche St. Nikolaus | Saalbau mit leicht eingezogenem polygonalem Chorabschluss, angefügter Sakristei und Chorflankenturm, Chor 14./15. Jahrhundert, Langhaus 1825 erneuert; mit Ausstattung | D-1-78-137-14 | weitere Bilder          |

### Hagenau
| Lage                  | Objekt      | Beschreibung                                         | Akten-Nr.     | Bild           |
| --------------------- | ----------- | ---------------------------------------------------- | ------------- | -------------- |
| In Hagenau (Standort) | Dorfkapelle | Mit Apsis und Westturm, bezeichnet mit dem Jahr 1852 | D-1-78-137-18 | weitere Bilder |

### Hohenbercha
| Lage                      | Objekt                                | Beschreibung | Akten-Nr.     | Bild                 |
| ------------------------- | ------------------------------------- | --- | ------------- | -------------------- |
| Hohenbercha 44 (Standort) | Ehemaliges Pfarrhaus                  | Zweigeschossiger Putzbau mit Fassadengliederung und Schopfwalmdach, 1791 | D-1-78-137-20 | Ehemaliges Pfarrhaus |
| Hohenbercha 68 (Standort) | Katholische Pfarrkirche St. Margareta | Im Kern spätromanische Saalkirche mit Chorturm über geradem eingezogenem Chorabschluss und angefügter Sakristei von 1780, älteste Bauteile 13. Jahrhundert, Erneuerung der Kirche 1476, Langhaus spätes 17. Jahrhundert, Kirche 1861 teilweise erneuert und vergrößert; mit Ausstattung | D-1-78-137-19 | weitere Bilder       |

### Kühnhausen
| Lage                    | Objekt                               | Beschreibung | Akten-Nr.     | Bild           |
| ----------------------- | ------------------------------------ | --- | ------------- | -------------- |
| Kühnhausen 8 (Standort) | Katholische Filialkirche St. Ottilia | Spätgotischer Saalbau mit eingezogenem polygonalem Chorabschluss, angefügter Sakristei und Chorflankenturm, 15. Jahrhundert mit älterem Kern, Langhaus Ende 17. Jahrhundert erhöht und verlängert, Turm von 1911; mit Ausstattung | D-1-78-137-21 | weitere Bilder |

### Schönbichl
| Lage                     | Objekt  | Beschreibung                                                                                            | Akten-Nr.     | Bild           |
| ------------------------ | ------- | --- | ------------- | -------------- |
| Schönbichl 12 (Standort) | Schloss | Dreigeschossiger barocker Walmdachbau mit Mittelrisalit und integrierter Kapelle, 1682; mit Ausstattung | D-1-78-137-22 | weitere Bilder |

### Sickenhausen
| Lage                    | Objekt                                                   | Beschreibung                                                      | Akten-Nr.     | Bild           |
| ----------------------- | -------------------------------------------------------- | ----------------------------------------------------------------- | ------------- | -------------- |
| Kapellenfeld (Standort) | Weg- und Votivkapelle, sogenannte Sickenhausener Kapelle | Schlichter Bruchsteinbau mit Mariengrotte und Tonnendach, um 1900 | D-1-78-137-23 | weitere Bilder |

### Thalhausen
| Lage                             | Objekt             | Beschreibung | Akten-Nr.     | Bild           |
| -------------------------------- | ------------------ | --- | ------------- | -------------- |
| Holnsteinallee 20, 24 (Standort) | Schloss Thalhausen | um einen Innenhof gruppierte Dreiflügelanlage, ehem. Wohnbau, dreigeschossig mit Halbwalmdach, im Südwesten Eckturm mit Zeltdach, im Kern 17. Jh., in spätklassizistischer Formensprache überarbeitet; ehem. Wirtschaftsgebäude (Westflügel), erdgeschossiger Satteldachbau mit Durchfahrt, im Kern 17. Jh.; kath. Schlosskapelle St. Anna, achteckiger Zentralbau mit niedrigerem Chor und Vorhalle, Ostturm mit Zwiebelhaube, von Johann Jakob Maffiol, 1707; mit Ausstattung; nach Süden baulich angeschlossen ehem. Wohnhaus des Schlossgeistlichen, sog. Klösterl, zweigeschossiger Walmdachbau, 18. Jh.; Brauereikeller, weitverzweigte Anlage mit Zugang von Norden und Futtermauer, 18./19. Jh.; ehem. Brauereilager, zweigeschossiger, gegliederter Sichtziegelbau mit Kniestock, Satteldach und Mittelrisalit, Mitte 19. Jh.; Schlosspark, im Stil eines englischen Landschaftsgartens, Mitte 19. Jh., mit Resten der ehem. Einfriedung, gleichzeitig. | D-1-78-137-25 | weitere Bilder |
| Nähe Thalhausen (Standort)       | Stadel             | Unverputzter Backsteinbau mit flachem Walmdach, 2. Viertel 19. Jahrhundert | D-1-78-137-30 | Stadel         |

### Thurnsberg
| Lage                       | Objekt                                  | Beschreibung | Akten-Nr.     | Bild           |
| -------------------------- | --------------------------------------- | --- | ------------- | -------------- |
| Nähe Thurnsberg (Standort) | Katholische Filialkirche St. Laurentius | Gotische Chorturmkirche mit barockisiertem Langhaus, angefügter Sakristei und Turmaufsatz von 1760/70; mit Ausstattung | D-1-78-137-32 | weitere Bilder |

## Ehemalige Baudenkmäler
In diesem Abschnitt sind Objekte aufgeführt, die früher einmal in der Denkmalliste eingetragen waren, jetzt aber nicht mehr. Objekte, die in anderem Zusammenhang also z. B. als Teil eines Baudenkmals weiter eingetragen sind, sollen hier nicht aufgeführt werden. Aktennummern in diesem Abschnitt sind ehemalige, jetzt nicht mehr gültige Aktennummern.

| Lage                                   | Objekt                         | Beschreibung                                                                                   | Akten-Nr.     | Bild |
| -------------------------------------- | ------------------------------ | ---------------------------------------------------------------------------------------------- | ------------- | ---- |
| Ampertshausen 7 (Standort)             | Zugehörig verbretterter Stadel | Mit Halbwalmdach nach Westen und konstruktiv aufwändigem Dachgerüst, innen bezeichnet mit 1771 | D-1-78-137-5  | BW   |
| Ampertshausen (Standort)               | Kapelle                        | 18./Anfang 19. Jahrhundert                                                                     | D-1-78-137-6  | BW   |
| Ampertshausen Nördlich am Waldrand ()  | Auslieferungsmarkstein         | Zwischen der freisingischen Hofmark Wippenhausen und dem Pfleggericht Kranzberg, 1702          | D-1-78-137-7  |      |
| Bernstorf Gutshof Bernstorf (Standort) | Gutshaus                       | Putzbau mit Bänderungen und Giebelaufsätzen, bezeichnet mit dem Jahr 1817                      | D-1-78-137-9  | BW   |
| Grandlmiltach 3 (Standort)             | Mörtelplastik                  | Bezeichnet mit dem Jahr 1891; im Giebel des Hauses                                             | D-1-78-137-13 | BW   |
| Gremertshausen 8 (Standort)            | Ehemaliges Pfarrhaus           | Zweigeschossiger kubischer Walmdachbau, 1825                                                   | D-1-78-137-16 | BW   |
| Thalhausen (Standort)                  | Auffahrtsallee zum Schloss     | 19. Jahrhundert                                                                                | D-1-78-137-29 | BW   |